# Petroleuciscus
Petroleuciscus é um género de peixe actinopterígeo da família Cyprinidae.
Este género contém as seguintes espécies:
- Petroleuciscus borysthenicus (Kessler, 1859)
- Petroleuciscus esfahani Coad & Bogutskaya, 2010
- Petroleuciscus kurui (Bogutskaya, 1995)
- Petroleuciscus smyrnaeus (Boulenger, 1896)